# 孔兆平
孔兆平（1960年—），安徽长丰人，汉族，中华人民共和国政治人物、第十一届全国人民代表大会安徽地区代表。

## 生平
毕业于北方交通大学铁道运输专业，是中共党员。担任上海铁路局蚌埠铁路办事处主任、党工委书记，后升任上海铁路局副局长。2008年起担任全国人大代表。2014年4月29日被调查，疑涉拆迁经济犯罪。